# Three Pinnacles

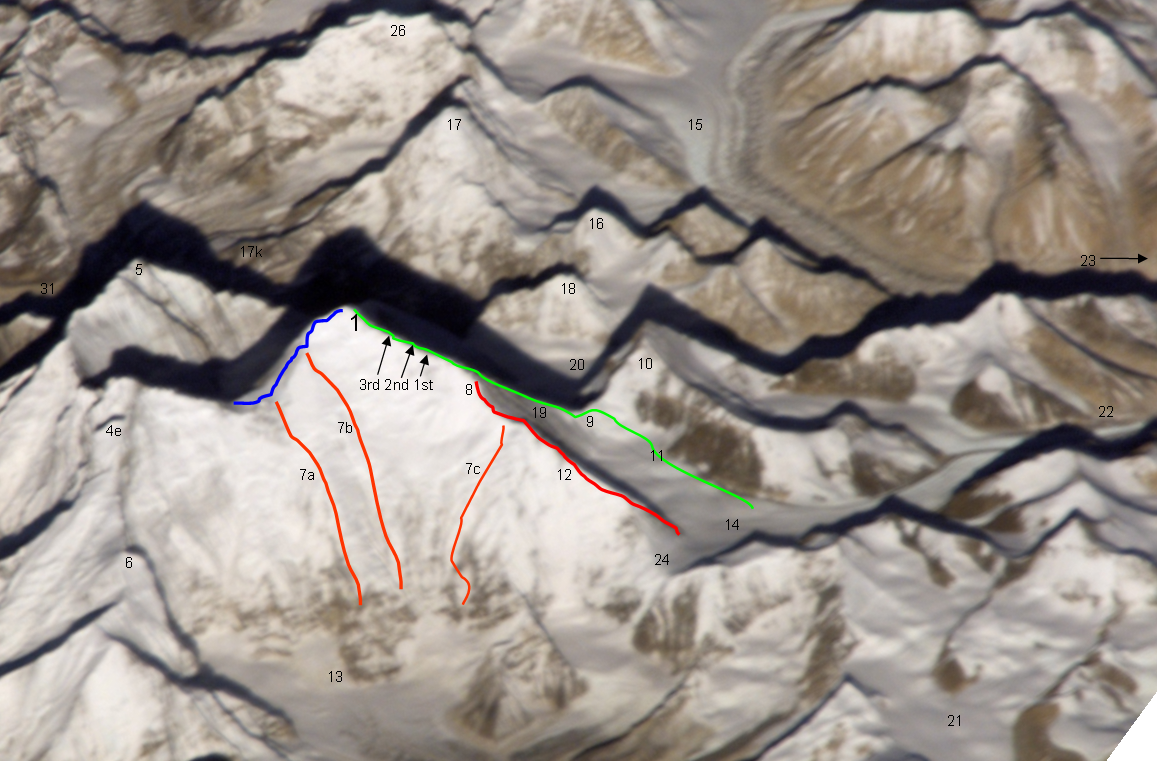
Kangshung-Wand des Mount Everest mit Nordostgrat (Nr. 12, rechts) und den Three Pinnacles (Nr. 8)

Die Three Pinnacles (Drei Zinnen) sind eine Formation steiler Felsen entlang des Nordost-Grates am Mount Everest. Sie markieren eines der am längsten ungelöst gebliebenen Probleme des Höhenbergsteigens, das nunmehr gelöst ist.
Die Felsen befinden sich in Fußhöhen von zirka 7800, 8100 und 8200 Metern Höhe und liegen somit bereits in der Todeszone, in der Menschen sich auch in Ruhe nicht mehr regenerieren können. Die Normalrouten am Everest meiden diese Gegend; die normale Nordroute lässt sie buchstäblich links liegen.
Bei verschiedenen Versuchen, die Pinnacles zur Eröffnung einer neuen Route über den gesamten Nordostgrat zu bezwingen, gab es regelmäßig schwere Probleme und Todesfälle: 1982 starben Peter Boardman und Joe Tasker beim ersten ernsthaften Versuch, Kletterpartien im 5. Schwierigkeitsgrad auch in der Todeszone zu bewältigen. Joe Tasker ist verschollen; zehn Jahre nach seinem Tode fanden 1992 kasachische Bergsteiger die Leiche von Peter Boardman am Fuß des zweiten Pinnacles sitzend, so als schlafe er.
Im Jahre 1988 gelang es schließlich Russell Brice und seinem Partner Harry Taylor, die Three Pinnacles zu meistern; sie waren jedoch nach dem Erklettern des dritten Pinnacles so erschöpft, dass sie ihren ursprünglichen Plan aufgaben, über den weiteren, mit dem Normalweg dann identischen Weg zum Gipfel zu gehen. Stattdessen stiegen sie über den Normalweg entlang des Nordgrates rechts herunter zum Nordsattel ab.
Erst 1995 bestieg ein Team einer japanischen Universität, unterstützt von einer riesigen Schar von etwa 35 Sherpa-Hochträgern, die gesamte Nordostgrat-Route einschließlich der Three Pinnacles in beiden Richtungen. Die Sherpas hatten praktisch die gesamte Route mit Fixseilen gesichert. Erst nachdem diese Route stand, ging eine Gruppe Japaner zum Gipfel.
Bis heute wird diese Partie des gewaltigen Berges fast immer gemieden; zu groß sind die Schwierigkeiten, die sich bei den Pinnacles neben dem Wetter, der Kälte, den Winden und der Höhe zudem noch über die Geländeprobleme erstrecken.
Fast alle bergsteigerischen Aufgaben am Mount Everest sind nun gelöst; es verbleiben zwei Wege, die außerordentliche Schwierigkeiten bereithalten: ein Aufstieg in der lawinengefährdeten Ostwand-Direttissima – einzig noch unerstiegener Direktanstieg am Everest – und ein Aufstieg über den Nordpfeiler der Ostwand, über die (nach einem Ausspruch von George Mallory) sogenannte „Phantasy Ridge“ (im Bild Nr. 7c). Dieser Grat endet am mittleren Nordostgrat – unterhalb der Three Pinnacles. Ein Bergsteiger, der über die „Phantasy Ridge“ ansteigen möchte und auch auf den Gipfel will, muss nach dem Ostgrat dann auch noch auf dem Nordostgrat die Three Pinnacles meistern.